# Strange Little Birds
Albums de Garbage
Not Your Kind of People
(2012) No Gods No Masters
(2021)
Strange Little Birds est le sixième album du groupe de rock alternatif Garbage sorti le 10 juin 2016 sur le propre label du groupe : Stunvolume.
Deux extraits ont été dévoilés avant sa sortie : Empty le 20 avril 2016 et Even Though Our Love Is Doomed le 27 mai 2016,.
C'est d'ailleurs des paroles de Even Though Our Love Is Doomed que le titre de l'album est tiré : « Such strange little birds
devoured by our obsessions ».

## Liste des pistes
Toutes les chansons sont écrites et composées par Garbage.
| No  | Titre                           | Durée |
| --- | ------------------------------- | ----- |
| 1.  | Sometimes                       | 2:52  |
| 2.  | Empty                           | 3:54  |
| 3.  | Blackout                        | 6:32  |
| 4.  | If I Lost You                   | 4:11  |
| 5.  | Night Drive Loneliness          | 5:24  |
| 6.  | Even Though Our Love Is Doomed  | 5:26  |
| 7.  | Magnetized                      | 3:54  |
| 8.  | We Never Tell                   | 4:25  |
| 9.  | So We Can Stay Alive            | 6:01  |
| 10. | Teaching Little Fingers To Play | 3:58  |
| 11. | Amends                          | 6:04  |

| 12. | FWY (Fucking With You) | 4:44 |

## Musiciens
D'après le livret du CD :
Garbage
- Shirley Manson
- Steve Marker
- Duke Erikson
- Butch Vig

musiciens additionnels
- Eric Avery : basse (titres 2, 3, 7, 8, 9, 11)
- Justin Meldal-Johnsen : basse (titres 5, 6)

## Classements hebdomadaires
| Classement (2016)                   | Meilleure place |
| ----------------------------------- | --------------- |
| Allemagne (Media Control AG)        | 22              |
| Australie (ARIA)                    | 9               |
| Autriche (Ö3 Austria Top 40)        | 17              |
| Belgique (Flandre Ultratop)         | 33              |
| Belgique (Wallonie Ultratop)        | 16              |
| Canada (Canadian Albums Chart)      | 69              |
| Écosse (OCC)                        | 11              |
| Espagne (Promusicae)                | 23              |
| États-Unis (Billboard 200)          | 14              |
| États-Unis (Independent Albums)     | 1               |
| États-Unis (Top Alternative Albums) | 1               |
| États-Unis (Top Rock Albums)        | 1               |
| France (SNEP)                       | 23              |
| Irlande (IRMA)                      | 45              |
| Italie (FIMI)                       | 33              |
| Nouvelle-Zélande (RIANZ)            | 18              |
| Pays-Bas (Mega Album Top 100)       | 66              |
| Royaume-Uni (UK Albums Chart)       | 17              |
| Suisse (Schweizer Hitparade)        | 16              |